# Дмитриченко Лілія Іванівна
Лілія Іванівна Дмитриченко (нар. 22 травня 1948, Сталіно, УРСР) — українська радянська науковиця-економістка, доктор економічних наук, професор, завідувач кафедри економічної теорії Донецького національного університету, колишній академік Академії економічних наук України. Після початку російської окупації Донецької області у 2014 році залишилась у Донецьку, співпрацює з російською окупаційною владою. 

## З біографії
Народилася у сім'ї гірничих інженерів у м. Донецьк. У 1970 р. закінчила економічний факультет Донецького університету. Працює на кафедрі економічної теорії цього університету, де пройшла всі сходинки професійного наукового зростання — від асистента до професора і завідувача кафедри.
Після закінчення аспірантури кандидатську дисертацію «Эффективность общественного производства: социально-экономический аспект» захистила у січні 1977 р. в спеціалізованій вченій раді у Московському економіко-статистичному інституті.
З 1980 р. — доцент кафедри політичної економії Донецького державного університету. Працювала заступником декана обліково-фінансового факультету. Обиралася заступником голови Донецької обласної спілки жінок.
Дмитриченко Л. І. — член двох спеціалізованих вчених рад з захисту докторських і кандидатських дисертацій, член редакційних колегій декількох наукових журналів, зокрема «Финансы. Учет. Банки», «Економіка і організація управління», «Проблемы и перспективы развития сотрудничества между странами юго-восточной Европы в рамках Черноморского экономического сотрудничества и ГУАМ», «Схід».
Вчене звання доцента присвоєне у 1980 р. У 2000 р. обрана на посаду професора кафедри економічної теорії Донецького національного університету. У 2002 році присвоєне звання професора. У тому ж році захистила докторську дисертацію «Государственное регулирование экономики: социально-экономический аспект» в спеціалізованій вченій раді у Донецькому національному університеті. З 2010 р. — завідувач кафедри економічної теорії Донецького національного університету.
Після початку російської окупації Донецької області у 2014 році залишилась у Донецьку, співпрацює з російською окупаційною владою. Нагороджена низкою подяк та грамот «Донецької народної республіки».

## Наукова діяльність
У 2003—2012 рр. очолювала науково-дослідну лабораторію з проблем економічної теорії.
Під науковим керівництвом Дмитриченко Л. І. захищено 25 кандидатських і 5 докторських дисертацій. Автор понад 300 наукових і науково-методичних робіт., автор і співавтор 18 монографій.
Брала участь у підготовці «Економічного словника-довідника» (Київ: Femina, 1995), а також першої національної «Економічної енциклопедії: У трьох томах» (Київ: Академія, 2000—2002). Співавтор публіцистичних нарисів «Економічна еліта Львова» (Львів, 2003); «Цвіт стиглого коріння» (Київ: Знання, 2004); «Щастя: простір і час» (Львів, 2012).

## Науковий доробок (частковий)
Монографії:
- Дмитриченко Л. И. Государственное регулирование экономики: методология и теория. Монография. — Донецк: УкрНТЭК, 2001. — 329 с.
- Дмитриченко Л. И., Химченко А. Н. Малый бизнес в системе предпринимательства. Монография. — Донецк: Каштан, 2005. — 180 с.
- Соціальна політика та економічна безпека. Монографія / За заг. ред. Є. Крихтіна — Донецьк: Каштан, 2004. — 336 с. — С. 177—191.
- Михайло Іванович Туган-Барановський: особистість, творча спадщина і сучасність /За заг. ред. д.е.н. Шубіна О. О., д.е.н. Садекова А. А. — Донецьк: Каштан, 2007. — 356 с. — С.78-91.
- Майбутнє України: стратегія поступу: Монографія /Заг. ред. акад. НАНУ, д-ра екон. наук М.Г .Чумаченка. — Донецьк-Київ: ТОВ «Юго-Восток, Лтд», 2008. — 304 с. — С. 10-15.
- Глобальна економічна криза 2008—2010 років: світовий досвід та шляхи подолання в Україні / Під заг. ред. В. І. Ляшенка. — Донецьк: Юго-Восток, 2010. — 414 с. — С. 9-16.
- Дмитриченко Л. И. Корпорация в системе общественного производства /Л. Дмитриченко, Т. Чунихина и др. — Донецк: ООО «Східний видавничий дім», 2010. — 184 с.
- Дмитриченко Л. И. Инвестиционная деятельность и экономическое развитие государства /Л. Дмитриченко, И. Брайловский. — Донецк: ООО «Східний видавничий дім», 2011. — 168 с.
- Дмитриченко Л. И. Банковский капитал: генезис, механизм накопления и функционирования /Л. Дмитриченко, О. Черная. — Донецк: ООО «Східний видавничий дім», 2011. — 192 с.
- Структурні реформи економіки: світовий досвід, інститути, стратегії для України: Монографія /О. І. Амоша, С. І. Юрій та ін.. — ІЕП НАН України. — Тернопіль: Економічна думка ТНЕУ, 2011. — 848 с. — С. 8-14.
- Дмитриченко Л. І. Корпоративні відносини: методологія дослідження та механізм функціонування /Л. Дмитриченко, А. Хімченко, М. Кужелєв, М. Калініченко. — Донецьк: ООО «Східний видавничий дім», 2012. — 160 с.
- Дмитриченко Л. И. Денежно-кредитное регулирование экономической безопасности государства: методологический аспект /Л. Дмитриченко, Е. Хорошева, А. Хорошева. — Донецк: ООО «Східний видавничий дім», 2012. — 210 с.
- Дмитриченко Л. І. Корпоративний сектор в економіці: стратегія та механізми розвитку: Монографія / Л. І. Дмитриченко, А. М. Хімченко, М. О. Кужелєв, Федотова М. М. — Донецьк: Східний видавничий дім, 2012. — 184 с.
- Дмитриченко Л. І. Ринок венчурного капіталу: методологія дослідження та механізми функціонування: Монографія /Л. І. Дмитриченко, К. В. Кутрань. — Донецьк: Східний видавничий дім, 2013. — 178 с.

Підручники й навчальні посібники:
- Дмитриченко Л. И. История экономических учений: учебное пособие. — Донецк: КИТИС, 1999. — 452 с. (гриф Міністерства освіти і науки України).
- Дмитриченко Л. І., Батченко Л. В., Мойсеєнко К. Є. Теоретичні концепції та передумови міжнародної економічної інтеграції: навчальний посібник. — Донецьк: ДонДУУ, 2006. — 72 с.
- Дмитриченко Л. И., Дмитриченко Л. А., Химченко А. Н. История экономических учений: курс лекций. — Донецк: Каштан, 2007. — 268 с.
- Дмитриченко Л. І. Історія економічних учень: навчальний посібник /Л. Дмитриченко, Л. Проданова. — Донецьк: ДонДУЕТ, 2005. — 110 с.)
- Дмитриченко Л. І. Історія економіки та економічної думки: навчальний посібник /Л. Дмитриченко, Ю. Колосова, В. Кузьменко. — Видавництво «Вебер», 2009. — 297 с. (гриф Міністерства освіти і науки України).
- Дмитриченко Л. И. Экономическая теория (Политическая экономия): Учебное пособие /Л. Дмитриченко. А. Химченко. — (Донецьк: Каштан, 2009. — 296 с.
- Гроші та кредит: Підручник /С. К. Реверчук, В. І. Грушко, Л. І. Дмитриченко та ін..; за ред. С. К. Реверчука. — Київ: Знання, 2011. — 382 с. (гриф МОНмолодьспорт України).
- Політична економія: Підручник /Наук. ред. Л. І. Дмитриченко. — Донецьк: ТОВ «Східний видавничий дім», 2012. — 712 с. (гриф МОНмолодьспорт України).
- Банківська система: Підручник / За ред. проф. С. К. Реверчука. — Львів: Магнолія 2006, 2013. — 400 с. (гриф МОНмолодьспорт України).

## Нагороди та відзнаки
За багаторічну сумлінну працю, вагомий особистий внесок у підготовку висококваліфікованих спеціалістів, плідну науково-педагогічну діяльність нагороджена Почесною грамотою виконкому Донецької міської Ради, знаками Міністерства освіти і науки України «Відмінник освіти України» і «За наукові досягнення» та Золотою медаллю Академії економічних наук України імені Михайла Туган-Барановського.
У 2019 році нагороджена подякою «Міністерства освіти і науки Донецької народної Республіки» за вагомий особистий внесок у розвиток системи державної атестації науково-педагогічних кадрів та формування «державної політики Донецької Народної Республіки» у сфері освіти.

## Інтернет-ресурси
- Дмитриченко Лілія Іванівна. Донецький національний університет.